# ノスタルジア (いきものがかりの曲)
「ノスタルジア」は、いきものがかりの楽曲。自身の17作目のシングルとして、エピックレコードジャパンからCDシングル・デジタル・ダウンロードで2010年3月10日に発売された。

## 解説
- 前作「なくもんか」から約4か月ぶりに発売された2010年第1弾シングル。初回仕様限定盤には特典として「いきものカード018」が封入されている。
- オリコンチャートでは2作ぶり3作目となるトップ3入りを果たした。

## 収録曲
1. ノスタルジア （5:39）
  - 作詞・作曲：水野良樹 / 編曲：島田昌典
  - スタイルジャム配給映画『時をかける少女』主題歌。
  - インディーズ1stアルバム「誠に僭越ながらファーストアルバムを拵えました…」収録曲をリアレンジしたもので、インディーズ版とは歌詞の一部が異なっているほか、新たにラストサビが追加されている。
  - 水野が仮面浪人をしていた頃に書いた曲で、「ソプラノ」と同様に失恋がテーマとなっており、吉岡のスランプで活動ができない時期にこの曲を持っていったところ、歌詞を読んだ吉岡に「こんな未練たらしい女の歌は歌いたくない」と言われたという[1]。インディーズ時代の楽曲でも特に重要な位置にある曲で、路上ライブで人を止めたりするときなどによく演奏していた。
  - PVは群馬県高崎市にある高崎経済大学で撮影されており、このPVには主題歌となった映画「時をかける少女」主演の仲里依紗が出演している。
2. 時をかける少女 （4:11）
  - 作詞・作曲：松任谷由実 / 編曲：江口亮
  - 映画『時をかける少女』挿入歌
  - 1983年にリリースされた原田知世の楽曲「時をかける少女」のカバーで、カバー曲の収録は2007年に発売された5thシングル「うるわしきひと/青春のとびら」以来となる。
  - PVは映画のシーンを使って製作され、こちらにも仲里依紗が出演している。
3. YELL -合唱付- （5:59）
  - 作詞・作曲：水野良樹 / 編曲：松任谷正隆 / 合唱編曲：鷹羽弘晃
  - 2009年に発売された「YELL/じょいふる」の1曲目の合唱付きバージョン。
4. ノスタルジア -instrumental-

## 収録アルバム
- いきものばかり〜メンバーズBESTセレクション〜（#1）

## カバー
- 幾田りら - 2024年2月14日発売のコラボレーションアルバム『いきものがかりmeets』に収録。